# Ense
Ense là một đô thị ở huyện Soest, trong bang Nordrhein-Westfalen, Đức.
Ense tọa lạc bên bờ sông Möhne, khoảng 12 km về phía tây bắc của Arnsberg và 12 km về phía tây nam của Soest. Ense tọa lạc ở phía bắc của Sauerland, phía nam của Haarstrang.

## Các đô thị giáp ranh
- Arnsberg
- Möhnesee
- Soest
- Werl
- Wickede

## Các khu phố
Ense có các khu vực dân cư sau:
- Bilme (47 dân)
- Bittingen (99 dân)
- Bremen (Ense) (3.135 dân)
- Gerlingen (66 dân)
- Höingen (1.964 dân)
- Hünningen (523 dân)
- Lüttringen (990 dân)
- Niederense (3.366 dân)
- Oberense (276 dân)
- Parsit (933 dân)
- Ruhne (325 dân)
- Sieveringen (352 dân)
- Vierhausen
- Volbringen (137 dân)
- Waltringen (671 dân)

## Thành phố kết nghĩa
- Éleu-dit-Leauwette (Pháp) -- từ năm 1989
- Burkardroth (Đức)